# Conus ochroleucus
Conus ochroleucus é uma espécie de gastrópode do gênero Conus, pertencente à família Conidae.

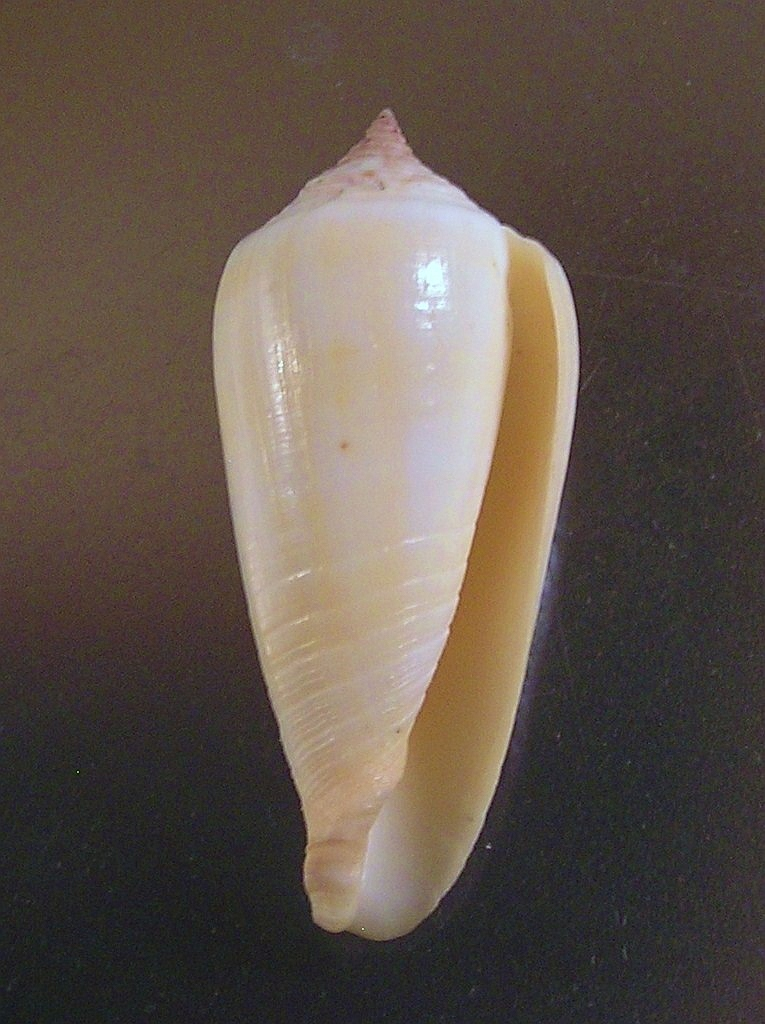
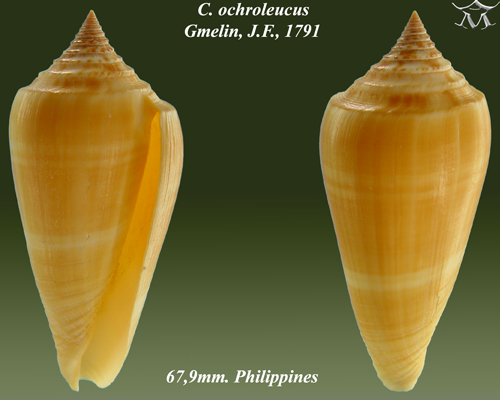
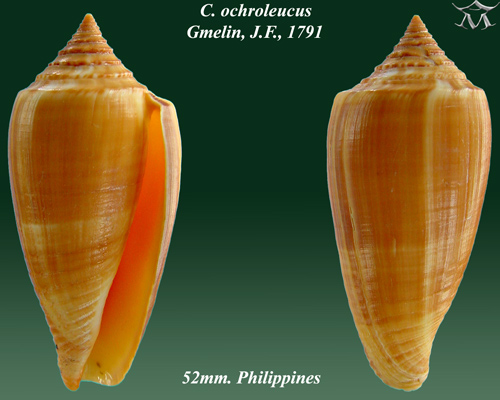